# NGC 5414
NGC 5414 (другие обозначения — UGC 8942, MCG 2-36-13, MK 800, ZWG 74.50, IRAS13595+1010, PGC 49976) — галактика в созвездии Волопас.
Этот объект входит в число перечисленных в оригинальной редакции «Нового общего каталога».